# Hesperencyrtus lycoenephila
Hesperencyrtus lycoenephila is een vliesvleugelig insect uit de familie Encyrtidae. De wetenschappelijke naam is voor het eerst geldig gepubliceerd in 1951 door Jean Risbec.